# Cetrioli sottaceto
I cetrioli o cetriolini sottaceto sono cetrioli immaturi che vengono fatti bollire prima di venire aromatizzati, pastorizzati ed essere imbevuti in una soluzione di aceto. I cetrioli vengono solitamente prodotti industrialmente e variano sempre in termini di dimensioni e in base alla miscela di spezie utilizzate fra cui aneto, semi di senape gialla, cipolle, sale e zucchero.
I cetrioli sottaceto hanno diverse proprietà: oltre ad avere effetti benefici sulla funzione intestinale, sono ricchi di vitamine C e A e possono stabilizzare la pressione sanguigna.

## Storia
Si sostiene che già nel III secolo a.C., i lavoratori cinesi consumavano cetrioli sottaceto mentre lavoravano alla Grande Muraglia cinese.